# 독일의 공법재단
공법재단(öffentlich-rechtlichen Stiftung)이란 공식적으로 재단의 특성을 지닌 자율적인 법적 기구이나, 개인이 아닌 정부나 의회의 결의에 따라 설립된 것을 말한다. 공법재단은 사실상 주정부의 매개 역할을 한다. 따라서 고용정책과 회계절차를 정함에 있어 주 규정을 준수할 법적 의무를 지고, 또한 정부기관으로 활동할 권한을 부여받는다. 현재 독일에는 약 400개의 공법재단이 존재한다.